# Ancistrocerus fulvitarsis
Ancistrocerus fulvitarsis är en stekelart som beskrevs av Cameron 1908. Ancistrocerus fulvitarsis ingår i släktet murargetingar, och familjen Eumenidae. Inga underarter finns listade i Catalogue of Life.